# 君が僕を想う夜
「君が僕を想う夜」（きみがぼくをおもうよる）は、藤井フミヤの27枚目のシングル。2005年11月9日にソニー・ミュージックアソシエイテッドレコーズからリリースされた。

## 概要
表題曲「君が僕を想う夜」は、東海テレビ・フジテレビ系全国ネット連続ドラマ『緋の十字架』主題歌。初回盤のみ8頁ブックレット仕様。「毎年恒例！年末の日本武道館コンサート決定！リザーブシート受付案内」が封入。

## 収録曲
1. 君が僕を想う夜（4:15）
作詞：小竹正人、作曲：遠藤慎吾、編曲：増本直樹
2. コスモスの坂道（4:07）
作詞：小竹正人、作曲・編曲：増本直樹
3. 君が僕を想う夜 instrumental（4:15）